# San Giorgio di Pesaro
San Giorgio di Pesaro település Olaszországban, Marche régióban, Pesaro és Urbino megyében. Lakosainak száma 1360 fő (2017. január 1.). San Giorgio di Pesaro Monte Porzio, Orciano di Pesaro, San Costanzo, Mondavio és Piagge községekkel határos.

## Népesség
A település lakossága az elmúlt években az alábbi módon változott:

| 2017 | 1 360 |